# 대한독립촉성노동총연맹
대한독립촉성전국노동총동맹(大韓獨立促成全國勞動總同盟), 줄여 대한노총(大韓勞總)은 좌파 노동조합인 조선노동조합전국평의회(전평)에 대항하여 등장한 대한민국 초기의 우파 노동조합 단체로, 한국노동조합총연맹(한국노총)의 전신이다.

## 역사
대한민국에는 본래 1945년 10월 10일 허성택을 위원장으로 한 남로당 계열 좌파 노동조합인 조선노동조합전국평의회, 줄여 "전평"이 있었으나, 전평의 공산주의성격, 남·북한을 합한 인민공화국 수립 제창, 신탁통치 지지운동 등으로 민족주의 진영으로부터 반발을 사게 된다. 그래서 1946년 3월 10일 서울특별시 시천교회에서 우파계열 노동조합중 하나로 대한노총이 설립되게 되었다.
대한노총은 1946년 9월에 이르러 전평과의 전면적인 대결구도에 들어가게 되었다. 전평은 1946년 제1차 제네스트를 지령, 9월 23일 철도, 9월 24일 행정파업을 감행, 이를 저지하려는 대한노총과의 공방전이 벌어져 유혈사태가 일어났다. 참고로 당시 미군정 사령관 하지 장군은 좌익 선동자들이 파업을 선동했다고 주장했는데 이는 나중에 사실로 밝혀졌다. 파업 주동자들과 공산당 지도부는 북한에 주둔 중이던 소련군 사령부에 파업 방침을 문의했다. 9월 9일 박헌영의 문의에 대해 스티코프 사령관은 200만 엔을 지원하고, 임금인상, 체포된 좌익 활동가들의 석방, 미군정이 정간한 좌익 신문들 속간, 공산당 지도자들에 대한 체포령 철회의 요구 조건들이 받아들여질 때까지 파업 투쟁할 것을 지시했다. 
중요한 것은 소련과 북한의 사주를 받은 남로당과 좌익 세력들의 파업 투쟁을 진압할 경찰 병력이 현저하게 부족했다는 사실이다. 남로당 세력의 파업과 무장 투쟁이라는 정치적 혼란에 맞서기 위해서 미군정과 우익들은 연합해서 자율적인 방위조직을 만들어냈다. 이런 점을 무시한 채 일방적으로 우익 청년단체를 어용 조직으로 바라 보는 것은 지나치게 좌편향된 시각이다. 이들의 방위 조직들의 충원에 힘 입어 10월 1일을 고비로 파업이 일단락되고, 10월 7일 철도노조의 운행이 재개됨에 따라 전평이 약화되고 대한노총은 대한민국 주요도시를 장악하게 되었다.
전평은 이에 1947년 3월 22일 제2차 제네스트를 지령, 폭력을 불사하는 파괴적인 파업을 강행했다. 대한노총은 이에 전면대결로 들어가 유혈사태 끝에 전평을 저지하였고, 전평은 지하로 잠입하게 되었으나 곧 소멸되었으며, 1948년 8월 15일 대한민국 정부에 의해 비합법화되었다. 대한노총은 1948년 8월 15일 대한민국 정부의 수립과 함께 반공조직의 성격을 버리게 되었다.
그러나 대한노총은 이승만 대통령과 제1공화국의 어용조직으로 전락, 1959년에 이르러 노동자들을 중심으로 민주화 요구가 표면화되기 시작되었다. 대한노총은 자유당의 비호 아래 조직폭력배와 경찰을 투입, 노동자들의 민주화운동을 진압하기에 이르렀다. 1959년 10월, 대한노총의 비민주성에 반발한 민주화 세력들은 전국노동조합협의회, 줄여 ‘전국노협’을 건설하였다. 대한노총은 1960년 4·19 혁명과 함께 소멸 위기에 처했다.
대한노총이 이미 노조로서의 성격을 잃었음에도 불구하고, 전국노협 또한 노동운동에 대한 비전을 제시하지 못하고 있었다. 이에 전국노협은 대한노총의 ‘대통합’ 요구에 맞춰 한국노동조합연맹, 줄여 ‘한국노련’이 세워졌다.

## 역대 선거 결과

### 역대 총선 결과
|  | 1.04% |

|  | 1.7% |

### 역대 지방선거
| 실시년도 | 선거            | 도의원 당선자 | 도의원 당선자 | 시의원 당선자 | 시의원 당선자 | 읍의원 당선자 | 읍의원 당선자 | 면의원 당선자 | 면의원 당선자 |
| 실시년도 | 선거            | 당선자 수     | 당선비율      | 당선자 수     | 당선비율      | 당선자 수     | 당선비율      | 당선자 수     | 당선비율      |
| -------- | --------------- | ------------- | ------------- | ------------- | ------------- | ------------- | ------------- | ------------- | ------------- |
| 1952년   | 1952년 지방선거 | 2/306         | 0.02%         | 5/378         | 0.01%         | 6/1115        | 0.005%        | 12/16051      | 0.0007%       |

## 같이 보기
- 근로자의 날